# Trosa (gemeente)
Trosa is een Zweedse gemeente in Södermanland. De gemeente behoort tot de provincie Södermanlands län. Ze heeft een totale oppervlakte van 668,5 km² en telde 10.627 inwoners in 2004.

## Plaatsen
- Trosa (stad)
- Vagnhärad
- Västerljung
- Stensund en Krymla